# 等価光子近似
等価光子近似（とうかこうしきんじ、Equivalent Photon Approximation；EPA）とは、電子・陽電子散乱のように軽い粒子が関係する素粒子反応において、その断面積の概略値を求めるための近似であり、ブロドスキー、木下、寺沢により考案された。
電子・陽電子散乱では、電子と陽電子の間に仮想光子が交換されるが、終状態が電子と重い粒子群の場合、電子から出る光子はほとんどビームに沿った実光子であるとして近似すると断面積の概略値が求まる場合がある。この場合には、実光子と陽電子を始状態とする散乱過程の断面積と実光子のエネルギー分布から目的の反応に関する断面積の概略値が求まる。また、電子・陽電子散乱の終状態が電子、陽電子と重い粒子の場合には、電子と陽電子の双方からほとんど実の光子が出ているとして光子・光子散乱の断面積から目的の反応に関する断面積の概略値が求まる場合がある。
なお、ほとんど実の光子を用いる近似であることから、実光子近似（(almost) real photon approximation）とも呼ばれている。